# Джон Першинг
Джон Джозеф «Чорний Джек» Першинг (англ. John Joseph Pershing; 13 вересня 1860 — 15 липня 1948) — американський воєначальник, генерал армій США (1919), Верховний Головнокомандувач об'єднаними силами США під час Першої світової війни в Європі.
Першинг був єдиним у США військовим, хто за життя отримав найвище військове звання «генерал армій США».

## Біографія

### Юні роки

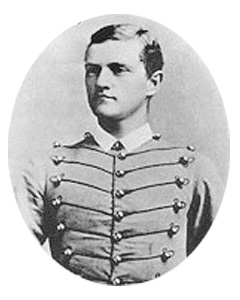
Джон Першинг — кадет Військової академії США. 1886

Джон Джозеф Першинг народився 13 вересня 1860 року на фермі поблизу містечка Лаклед у штаті Міссурі. Джон був старшим з шести дітей родини бізнесмена Джона Флетчера Першинга та Енн Елізабет Томпсон, він мав ще двох братів та трьох сестер; ще три дитини померли у дитинстві. Предки Першинга по лінії батька були вихідцями з Ельзасу, котрі емігрували у середині XVIII століття до Філадельфії. У роки Громадянської війни батько підтримував сторону Союзу, служив маркітантом при 18-му Міссурському волонтерському піхотному полку.
1878 році Першинг здобув середню освіту у школі в Лакледі, і став учителем для місцевих афроамериканських дітей. Продовжуючи свою викладацьку кар'єру, Першинг паралельно навчався у Державній нормальній школі (нині Державний університет Трумена) в Керксвіллі, штат Міссурі, яку закінчив у 1880 році зі ступенем бакалавра в галузі наукової дидактики. Через два роки він подав заявку на вступ до Військової академії США. Пізніше Першинг зізнався, що військова служба для нього мала другорядне значення, головним було поступити до Вест-Пойнта, оскільки рівень освіти тут був набагато кращим, ніж тієї, яку можна було здобути в сільській частині Міссурі.
Восени 1882 року Першинг прийняв присягу кадета у Вест-Пойнті. Завдяки своїм відмінним лідерським якостям швидко рушив службовими сходами; незабаром отримав звання першого капрала, першого сержанта, першого лейтенанта та першого капітана — вищого звання у середовищі курсантів військового навчального закладу. Він навіть удостоївся честі командувати почесною вартою, яка салютувала похоронному поїзду президента Улісса С. Гранта, коли він проходив повз Вест-Пойнт у серпні 1885 року.

### Початок військової служби
Влітку 1886 року Першинг закінчив навчання в Академії, посівши 30-те місце у своєму класі з 77-ти кадетів, і отримав перше офіцерське звання — другий лейтенант. На випуску суперінтендант Вест-Пойнта, генерал Веслі Меррітт його похвалив, відмітивши, що Першинг стане видатним офіцером. У той час Першинг розглядав можливість звернутися з клопотанням до армійського керівництва, щоб армія дозволила йому вивчати право і відтермінувала початок обов'язкової військової служби. Він також розмірковував над планами кількох своїх одногрупників, з якими думав зайнятися розробленням іригаційного проєкту в Орегоні. Але, зрештою, він відкинув обидві ідеї та вирішив розпочати дійсну військову службу піхотним офіцером.
30 вересня 1886 року Першинг прибув на службу до підрозділу «L» 6-го кавалерійського полку, дислокованого у форті Баярд, який знаходився на території Нью-Мексико. Під час служби в 6-му полку, Першинг брав участь у кількох індіанських походах і був відзначений за дії проти апачів за свою сміливість.
З 1887 до 1890 року Першинг служив з 6-м полком на різних військових базах та фортах у Каліфорнії, Аризоні та Північній Дакоті. У цей час він також став експертом зі стрільби, в 1891 році отримав друге місце в стрільбі з пістолету та п'яте у стрільбі з гвинтівки серед усіх солдатів армії США.

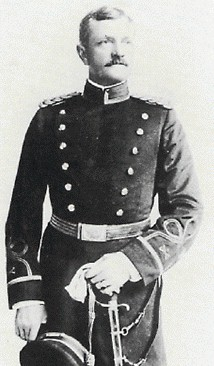
Першинг — капітан регулярної армії

9 грудня 1890 року Першинг зі своїм полком прибув до міста Сіу, штат Айова, де взяв участь у придушенні останнього повстання індіанців Лакота. Хоча він та його підрозділ не брали участі в різанині на Вундед-Ні, 1 січня 1891 року через три дні після цієї події, вони вступили в бій з воїнами сіу, які атакували фургони 6-го кінного полку. Першинг та його підрозділ проскакали більше шести миль до місця нападу індіанців та відбили атаку противника, змушуючи їх відступити. Це був би єдиний випадок, коли Першинг особисто брав участь у сутичці з індіанцями.
У вересні 1891 року він був призначений професором військової науки і тактики в Університеті Небраски-Лінкольна, перебуваючи на цій посаді до 1895 року. 20 жовтня 1892 року Першинг підвищений у званні до першого лейтенанта. У цей час Першинг одночасно відвідував юридичний коледж університету, де у 1893 році здобув освітній ступінь бакалавра права.
У 1895 році його призначили командиром підрозділу 10-го кавалерійського полку, одного з оригінальних полків так званих «Солдатів-бізонів», частин американської армії, які комплектувалися афроамериканцями під командуванням білих офіцерів. З форту Ассіннібойн на півночі центральної Монтани Першингом була проведена експедиція на південь та південний захід, яка зібрала та депортувала велику кількість індіанців крі до Канади.
У 1897 році Першинг став викладачем тактики у Вест-Пойнті й інструктором роти «A» кадетів. Через строгість та високу вимогливість його незлюбили курсанти, давши йому прізвисько «Ніггер Джек», за його колишню службу в 10-му кавалерійському полку. Згодом кличка перетворилася на «Блек Джек» і залишалася з ним до кінця життя.

### Іспансько-американська та філіппінсько-американська війни
На початку іспано-американської війни перший лейтенант Першинг був полковим квартирмейстером 10-го кавалерійського полку. У липні 1898 року він бився на пагорбах Сан-Хуан на Кубі, за що був відзначений за хоробрість. Його безпосередній начальник прокоментував спокійну поведінку Першинга під обстрілом, сказавши, що той «холодний, як глечик з колотим льодом». Надалі молодий офіцер у складі 10-го кавалерійського полку брав участь в облозі та капітуляції Сантьяго-де-Куби.
26 серпня 1898 року Першинг був призначений офіцером з боєприпасів та майором Волонтерських сил США. У березні 1899 року, після перенесеної малярії, він очолив Управління митниці та островних справ, яке здійснювало нагляд за окупаційними військами на територіях, здобутих в іспано-американській війні: у військовій адміністрації США на Кубі, в Пуерто-Рико, на Філіппінах та Гуамі. 12 травня 1899 року він був почесно звільнений з числа волонтерів і повернувся до свого постійного звання першого лейтенанта. Втім, вже 6 червня 1899 року був знову призначений майором Волонтерських сил, на цей раз помічником генерал-ад'ютанта.
17 серпня 1899 року, невдовзі після початку філіппінсько-американської війни, Першинг прибув до Маніли, де був призначений у департамент Мінданао і Холо і командував силами, які брали участь у придушенні філіппінського повстання. 27 листопада 1900 року був призначений генерал-ад'ютантом свого департаменту і прослужив на цій посаді до 1 березня 1901 року. За дії на річці Кагаян під час спроби знищити філіппінський опорний пункт у Макажамбо він був відзначений у наказі.
30 червня 1901 року Першинг був почесно звільнений з лав волонтерів, і повернувся до звання капітана регулярної армії, до якого був підвищений 2 лютого 1901 року. Служив у 1-му кавалерійському полку на Філіппінах. Згодом його розподілили до 15-го кавалерійського полку, де він служив офіцером розвідки та брав участь у акціях проти Моро. За хоробрість, проявлену в боях на озері Ланао, був відзначений у наказі. У червні 1901 року він служив начальником Кемп Ланао, Філіппіни.
У червні 1903 року Першинг отримав наказ на повернення до США. Президент Теодор Рузвельт, вражений здібностями Першинга, подав клопотання до Генерального штабу армії про підвищення Першинга до полковника. У той час підвищення армійських офіцерів здійснювалося переважно відповідно до вислуги років, а не по заслугах, і хоча широкому загалу було відомо, хто такий Першинг і що він заслуговує стати полковником, армійське керівництво відмовилося змінити традицію просування по службі й не дало згоди на присвоєння дострокового звання Першингу. Це розлютило Рузвельта, але оскільки Президент мав право називати і просувати армійських офіцерів тільки у генеральські звання, його можливості підвищити Першинга у полковники були обмежені.
У 1904 році Джона Першинга призначили помічником начальника штабу Південно-західної дивізії армії, дислокованої в Оклахома-Сіті. У жовтні 1904 року він поступив на навчання до Воєнного коледжу армії США, а потім отримав розпорядження на проходження служби до Вашингтона, округ Колумбія, для виконання «загальних обов'язків без призначення».
1905 році його відрядили військовим аташе до Токіо. Того ж року немолодий вже офіцер одружився з донькою американського сенатора від штату Вайомінг, кавалера Медалі Пошани, Френсіса Воррена. Той у різні часи був головою комітетів з військових справ та асигнувань. Цей союз із дочкою потужного політика продовжував сприяти кар'єрі Першинга навіть після смерті його дружини в 1915 році.
У російсько-японській війні Першинг перебував в ролі спостерігача при японській 1-й армії генерала Курокі Тамемото в Маньчжурії, після чого повернувся до Сполучених Штатів восени 1905 року. Президент Рузвельт застосував свою президентську владу і присвоїв Першингу звання бригадного генерала, що було схвалено Конгресом. Стрибок через три звання і понад 835 старших офіцерів, підвищення по службі породило звинувачення в тому, що призначення Першинга стало результатом його політичних зв'язків, а не лідерських якостей. Однак кільком іншим молодшим офіцерам також було присвоєне звання бригадного генерала, з випередженням їхніх однолітків та старших за вислугою офіцерів, серед них Альберт Л. Міллс (капітан), Таскер Х. Блісс (майор) та Леонард Вуд (капітан). Підвищення Першинга, хоч і було незвичним, проте не було безпрецедентним і мало підтримку багатьох солдатів, які захоплювалися його здібностями.
У 1908 році Першинг нетривалий час служив військовим спостерігачем США на Балканах. Наприкінці 1909 року він повернувся до Сполучених Штатів і був знову призначений на Філіппіни, де прослужив до 1913 року. Перебуваючи на Філіппінах, він служив командуючим фортом Мак-Кінлі, недалеко від Маніли, а також був губернатор провінції Моро. Останній з чотирьох дітей Першинга народився на Філіппінах.
У 1913 році його було рекомендовано нагородити медаллю Пошани за його дій у битві при Бад-Багсаку під час повстання Моро. Він звернувся до генерал-ад'ютанта з проханням не присвоювати йому вищої нагороди, хоча рада, яка розглядала рекомендацію, вже проголосувала проти, перш ніж отримати лист Першинга. 1922 року ці події були переглянути повторно й комісія висловила рекомендацію нагородити генерала Першинга Хрестом «За видатну службу». Але, на той час начальник штабу армії США Першинг не схвалив цю рекомендацію та не підписав документи на своє нагородження. 1940 року Першинг все ж таки отримав Хрест за його героїзм у битві при Бад-Багсаку, а президент Франклін Д. Рузвельт вручив його на церемонії, приуроченій до 80-річчя Першинга.

### Мексиканська експедиція
20 грудня 1913 року Першинг отримав наказ прийняти командування 8-ю бригадою у Президіо в Сан-Франциско. 24 квітня 1914 року, з огляду на загострення обстановки на кордоні між Сполученими Штатами та Мексикою бригада була передислокована до Форт Блісс, штат Техас, прибувши туди 27 числа.
Після року перебування у форті Блісс, Першинг вирішив взяти туди свою сім'ю. Домовленості були майже завершені, коли вранці 27 серпня 1915 року він отримав телеграму, в якій повідомлялося про пожежу в його будинку в Президіо в Сан-Франциско, де загорілася лакована підлога і полум'я швидко поширилося, що призвело до смерті від диму його дружини Хелен Френсіс Воррен та трьох маленьких дочок, Мері, 3 роки, Ен, 7 років, та Хелен, 8 років. Вижив лише його 6-річний син Френсіс. Після похорону на цвинтарі Лейквью в Шаєнні, штат Вайомінг, Першинг повернувся до форту Блісс разом із сином Френсісом та своєю сестрою Мей і приступив до виконання обов'язків командувача.
Через два роки після смерті дружини та дітей Першинг залицявся до Енн Вілсон «Ніти» Паттон, молодшої сестри свого протеже Джорджа С. Паттона. Першинг зустрів її, коли вона приїхала до форту Блісс у гості до свого брата, і той представив їх. Першінг і Ніта Паттон незабаром зав'язали стосунки; в 1917 році вони заручилися, але через виїзд Першинга до Франції під час Першої світової війни їхні стосунки перервалися й більше не відновлювалися.
15 березня 1916 року зведена експедиційна дивізія генерала Першинга, яка складалася з трьох бригад (загалом 6 600 вояків у чотирьох полках кавалерії та двох полках піхоти), двома колонами перетнула американо-мексиканський кордон і увійшла на територію сусідньої держави. Вперше в американській історії з повітря угруповання підтримувала 1-ша ескадрилья, озброєна 8 аеропланами JN-3, які забезпечували Першингу повітряну розвідку над районом проведення операції. Офіційно метою військової операції американський уряд визначив захоплення Панчо Вільї. Бойові дії, які мали характер рейдових дій, завершилися успішним знищенням нерегулярного угруповання мексиканських повстанців, але головної мети каральної операції — узяття Панчо Вільї в полон досягти не вдалося.

### Перша світова війна
Напередодні вступу Сполучених Штатів у Першу світову війну президент Вудро Вільсон розглядав можливість проведення мобілізації армії з метою завчасної підготовки її до участі в бойових діях в Європі. Найліпшим кандидатом на посаду головнокомандувача американськими експедиційними силами вважався генерал-майор Фредерік Фунстон, вищий начальник Першинга під час Мексиканської експедиції. Однак, 19 лютого 1917 року він раптово помер від серцевого нападу. У травні 1917 року після вступу США у війну, Вільсон мав коротку зустріч з Першингом, на який зупинився на його кандидатурі. 10 травня 1917 року Першинг був офіційно призначений на посаду головнокомандувача і обіймав її до кінця воєнних дій на Західному фронті. 6 жовтня 1917 року Першинг, тоді генерал-майор, отримав звання повного генерал Національної армії. Він обійшов тризіркове звання генерал-лейтенанта і став першим повним генералом з часів Філіпа Шерідана у 1888 році. Як командуючий Американських експедиційних сил, Першинг відповідав за організацію, підготовку та забезпечення об'єднаних регулярних та призовних сил армії і Національної гвардії. Його сили врешті-решт розрослися з 27 тисяч недосвідчених солдатів до двох армій, причому третя досягла готовності вже після закінчення війни, загалом понад два мільйони солдатів було підготовлено генералом Першингом.
Першинг, перебравши функції управління від Вільсона та військового міністра Ньютона Д. Бейкера, здійснював повний і всеохоплюючий контроль своїми силами, які були передані під його командування. Бейкер, зіткнувшись з нескінченними проблемами на домашньому фронті та політичними труднощами з військово-політичним керівництвом союзників у прийнятті рішень, надав Першингу безприкладні повноваження у керуванні своїми військами й уповноважив його робити так, як він вважав за найкраще. У свою чергу, Першинг обережно застосовував своє право, не беручи участі в політиці чи суперечках щодо урядової політики, що могло відвернути його від виконання військової місії.
Джордж Маршалл служив одним з найпомітніших помічників Першинга під час та після війни. Першим начальником штабу Першинга був бригадний генерал Джеймс Гарборд, який згодом прийняв під своє командування 4-ту бригаду морської піхоти, але довгі роки працював найближчим помічником Першинга і залишався надзвичайно відданим йому.
У травні 1917 року Першинг в умовах найвищої таємниці вирушив на борту океанського лайнера «Балтік» з Форт Джей на острові Говернорс у Нью-Йоркській гавані до Франції. У червні він висадився на французькому берегу, і зробив візит до могили Жильбера дю Мотьє, маркіза де Лафайєта, він, як вважали, висловив знамениту фразу «Лафайєт, ми тут»; однак насправді це сказав його помічник полковник Чарльз Е. Стентон.

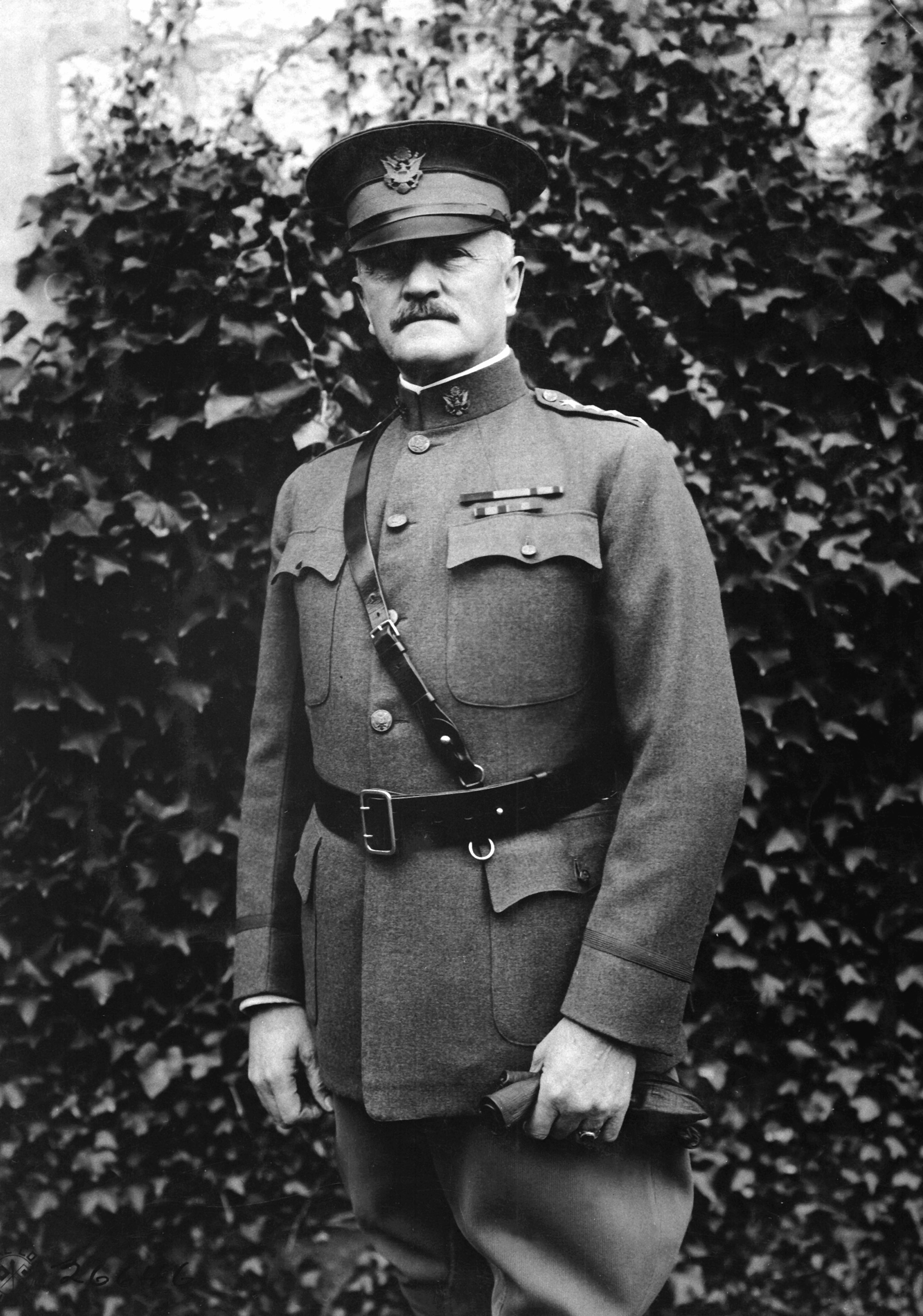
Головнокомандувач Американських експедиційних сил генерал Першинг у ставці військ Антанти в Шомоні

Вперше в американській військовій історії головнокомандувач американськими військами перебував під командуванням іноземної держави. Наприкінці червня генерал Роулінсон, командувач 4-ї британської армії, запропонував австралійському генерал-лейтенанту Джону Монашу, участь американців у ретельно підготовленій атаці разом із досвідченими австралійцями. На його думку участь американських військ у майбутній битві за Ле-Амель одночасно дасть американському командуванню та солдатам певний досвід, а також посилить кожен австралійський батальйон ще однією ротою. 29 червня генерал Белл, командир американської 33-ї дивізії, відібрав по дві роти з 131-го та 132-го піхотних полків 66-ї бригади. Монашу було обіцяно десять рот американських військ, отже 30 червня була відправлена решта рот 1-го і 2-го батальйонів 131-го полку. Кожен американський взвод прибув на посилення до австралійської піхотної роти, але існували труднощі з організацією взаємодії між американськими взводами (які налічували 60 людей) та австралійськими ротами із 100 вояків. Цю складність вдалося подолати за рахунок зменшення чисельності кожного американського взводу на одну п'яту та відправлення виведених таким чином військ, які налічували 50 офіцерів та солдатів, назад до таборів посилення батальйону.
За день до початку нападу Першинг дізнався про план і наказав вивести шість американських рот. У той час як кілька американців, наприклад, приданих 42-му батальйону, не виконали наказ, більшість, хоч і були розчаровані, повернулися назад. Це означало, що батальйони повинні були здійснити перегрупування своїх атакуючих атакуючі формувань та спричинили серйозне зменшення чисельності сил союзників. Наприклад, 11-та бригада атакувала силами 2200 чоловіків замість 3000. В останню хвилину пролунало розпорядження вивести всі американські війська з першого ешелону ударного угруповання, але Монаш, який обрав датою нападу 4 липня з «поваги» до американських військ, висловив протест проти такого рішення Роулінсона і отримав підтримку від фельдмаршала Дугласа Гейґа, головнокомандувача британськими експедиційними силами. Чотири американські роти, які приєдналися до австралійців під час штурму, були виведені з лінії вже після битви і повернулися до своїх полків, отримавши цінний досвід. Монаш надіслав Беллу свою особисту подяку, похваливши сміливість американців, тоді як Першинг видав чіткі вказівки забезпечити, щоб американські війська більше не використовувалися в такий спосіб.
Зважаючи на цивільний контроль над збройними силами, Першинг дотримувався расової політики президента Вудро Вільсона, військового міністра Ньютона Д. Бейкера та південних демократів, які пропагували доктрину «окремо, але рівноправно». Афро-американським підрозділам «солдат-буйволів» не дозволяли брати участь у бойових діях разом з рештою Американських експедиційних сил під час Першої світової війни, але досвідчені сержанти були надані іншим окремим «чорним» підрозділам бойового забезпечення та підтримки — наприклад, 317-му інженерному батальйону. Американські «солдати-буйволи» 92-ї та 93-ї піхотних дивізій були першими американськими солдатами, які воювали у Франції у 1918 році, але вони робили це під французьким командуванням, оскільки Першинг відмежував їх від американських експедиційних сил. Більшість полків 92-го і 93-го продовжували битися під французьким командуванням на час війни.
На початку 1918 року цілі американські дивізії починали служити на передовій пліч-о-пліч з французькими військами. Першинг наполягав на тому, щоб вони билися як підрозділи під американським командуванням, а не були розділені батальйонами для збільшення британських та французьких полків та бригад (хоча 27-ма та 30-та дивізії під командуванням II корпусу, були передані в розпорядження союзників у відчайдушні дні Весняного наступу німців 1918 року, бився разом з британсько/австралійсько/канадською 4-ю армією до кінця війни, беручи участь у прориві лінії Гінденбурга в жовтні 1918 року).
У жовтні 1918 року Першинг побачив потребу у створенні спеціального корпусу військової поліції, і в Отуні, Франція, була створена перша школа поліції армії США. За це його вважають батьком-засновником корпусу військової поліції США.

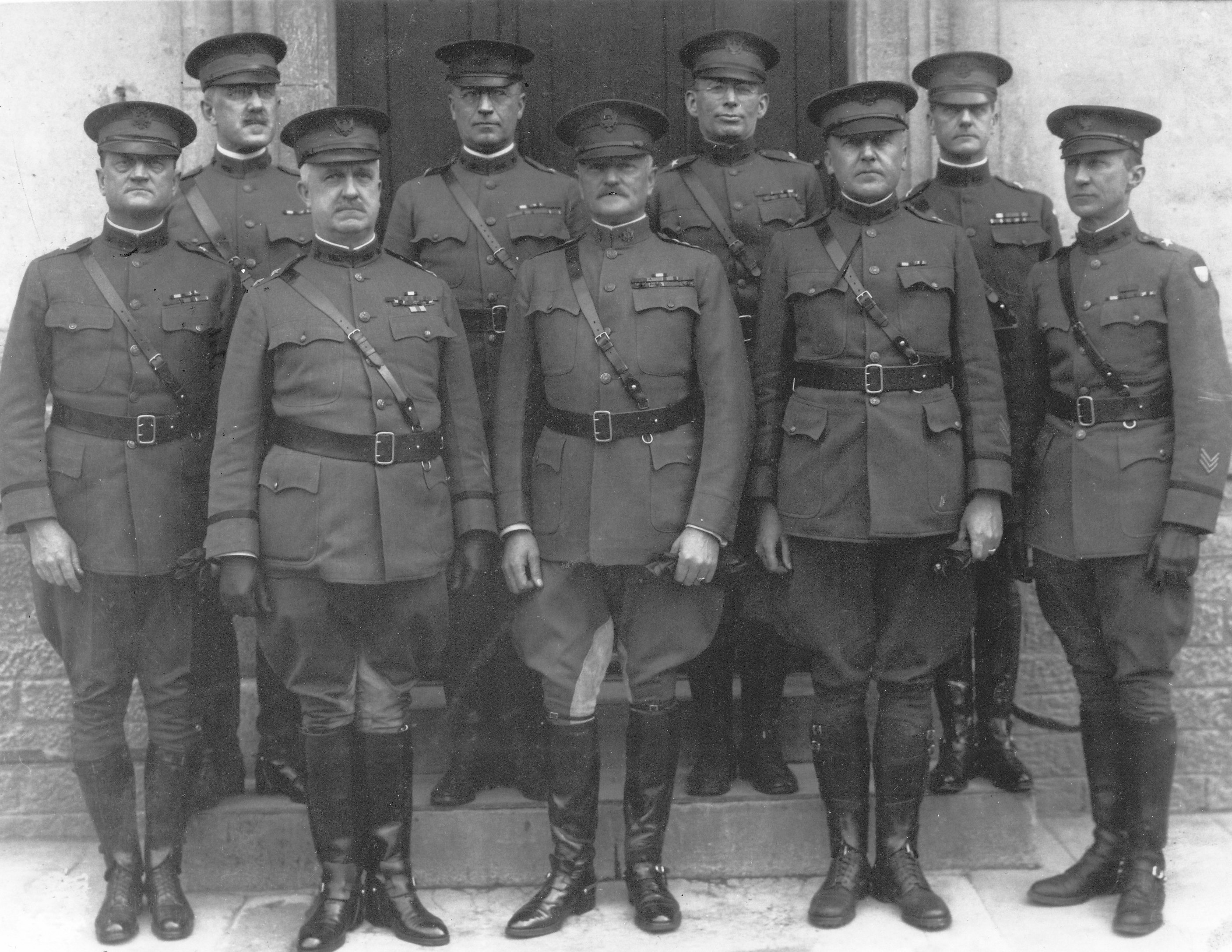
Генерал Джон Першинг зі своїм головним штабом у Франції. 1918

Влітку 1918 року американські сили вперше взяли участь у серйозних боях, коли вісім повноцінних дивізій, разом із 24 французькими, билися в Другій битві на Марні. Поряд з перемогою британської 4-ї армії під Ам'єном, перемога союзників у Другій битві на Марні ознаменувала переломний момент Першої світової війни на Західному фронті.
У серпні 1918 року була сформована 1-ша американська армія, спочатку під безпосереднім командуванням Першинга, а потім генерал-лейтенанта Хантера Ліджета, коли була створена 2-га армія США під командуванням генерал-лейтенанта Роберта Булларда. Після швидкої перемоги під Сен-Мієль, на схід від Вердена, деякі командири американських військ сподівалися продовжити наступ на схід до Меца, але це не відповідало планам Верховного головнокомандувача союзників, маршала Фердинанда Фоша. Натомість Американські експедиційні сили повинні були передислокуватися і за сприяння французьких танків розпочати великий наступ на північ на дуже складній місцевості в Мез-Аргонні. Цей наступ врешті-решт набув неабиякого розмаху і німці кинули в битву від 35 до 40 своїх дивізій, із 190-ти німецьких дивізій, які були на Західному фронті. Мез-Аргоннська операція стала найбільшою та однією з найкривавіших військових операцій в історії США в ході Першої світової війни.
Наступ був ознаменований невдачею Першинга, зокрема його прихильність до масових атак великих піхотних формувань при незначній артилерійській підтримці призвела до високого рівня втрат при захопленні трьох ключових пунктів. Це відбулося, попри те, що Американські експедиційні сили билися лише з німецькими військами другої лінії після рішення генерал-квартирмейстера Великого німецького Генерального штабу при Гінденбурзі генерала Еріха Людендорфа, вийти на лінію Гінденбурга 3 жовтня — і на відміну від одночасного британського прориву лінії Гінденбурга північніше. Згодом Першинг був змушений реорганізувати свої сили, заснувавши 2-гу армію та передавши командування 1-ю армією Хантеру Ліджету.

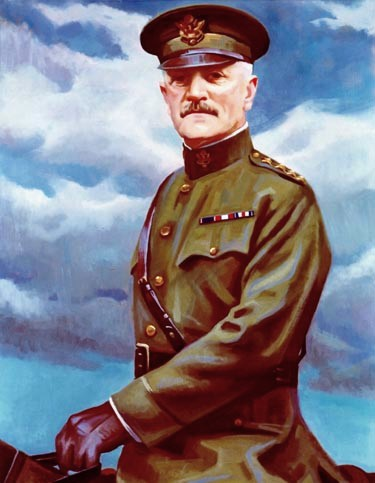
Генерал армій США Джон Першинг — начальник штабу армії

Коли він прибув до Європи, Першинг відверто зневажав «траншейну війну» за попередні три роки на Західному фронті, вважаючи, що вміння американських солдатів, озброєних високоякісними гвинтівками, дозволить їм уникнути дорогих і безглуздих боїв на невеликій ділянці нічийної землі. Британські та французькі командуючі й низка американців, такі як начальник штабу армії генерал Таскер Блісс і навіть Ліджет, вважали це нереальним. Навіть німецькі генерали були негативно налаштовані, і Людендорф розбив вщент Першинга в наступі в Аргоннському лісі, згадуючи, як «атаки недосвідчених американських військ розбивалися з найбільшими втратами». Aмериканські війська добре показали себе у Другій битві на Марні, але жертви їх при прориві німецьких оборонних позицій в Аргонні (приблизно 120 000 втрат за шість тижнів боїв проти 35-40 німецьких дивізій) були не помітно кращими ніж у франко-британському наступі на Соммі двома роками раніше (600 000 жертв за чотири з половиною місяці запеклих боїв проти 50-ти німецьких дивізій).
Деякі автори припускають, що розчарування Першинга повільним просуванням через Аргоннський ліс стало причиною двох інцидентів, які потім відбулися. По-перше, він наказав 1-й армії США з «честю відвоювати» Седан, місце поразки французів у 1870 році; плутанина, яка виникла, піддала американські війська небезпеці не лише з боку французів, які наступали ліворуч, а й навіть між американськими частинами, оскільки 1-ша дивізія вночі рухалася на захід через напрямок наступу 42-ї дивізії (існують розбіжності в історичних оповіданнях, щодо того, чи справді бригадний генерал Дуглас Макартур, командир 84-ї бригади 42-ї дивізії, був насправді прийнятий за німецького офіцера та заарештований). Ліджет, який напередодні був поза штабом, повинен був розібратися в хаосі, що утворився, та виконати вказівки Верховного головнокомандувача союзників маршала Фердинанда Фоша, дозволивши французам відвоювати місто; пізніше він записав, що це був єдиний раз під час війни, коли в нього здали нерви.
По-друге, Першинг направив некоректного листа до Вищої військової ради союзників, вимагаючи, щоб з німцями не примирялися, а натомість союзники повинні продовжувати наступати та вимагати безумовної капітуляції Німецької імперії. Хоча в пізніші роки багато, включаючи президента Франкліна Д. Рузвельта, вважали, що Першинг був правим, на той час це було порушенням політичного авторитету.
Успіхи США переважно приписували Першингу, і він став найвідомішим американським лідером у Великій війні. Макартур розглядав Першинга як штабного служаку, і стосунки між двома чоловіками до кінця війни погіршали. Подібна критика вищого командування з боку підростаючого покоління офіцерів (майбутніх генералів Другої світової війни) відбувалася в британській та інших арміях, але справедливості щодо Першинга, хоча нерідкі були випадки, коли командири бригад перебували поблизу передової і навіть дехто з них загинув, система управління військами в Першій світовій війні вимагала й була більш практичною та ефективною при командуванні генералами з тилової зони.
У 1918 році Першинг також вів особисту боротьбу за здоров'я, оскільки захворів під час пандемії грипу 1918 року, але на відміну від багатьох, кому не так пощастило, Першинг вижив.

### Післявоєнний час
У вересні 1919 року, на знак визнання його заслуг під час Першої світової війни, Конгрес США уповноважив Президента підвищити Першинга у званні до генерала армій США, найвищого звання, можливого для будь-якого військового збройних сил Сполучених Штатів, що було створено спеціально для нього. (У 1976 році Конгрес уповноважив президента Джеральда Форда посмертно підвищити Джорджа Вашингтона до цього звання як частину Двохсотріччя Сполучених Штатів; раніше Вашингтон мав звання генерала Континентальної армії і носив тризірковий знак розрізнення; його посмертно призначення генералом армій та конкретна редакція статуту закону, Публічний закон 94-479, від жовтня 1976 року, забезпечили, що Вашингтон завжди вважатиметься найвищим офіцером армії США). Першинг був уповноважений створити свій знак відмінності для нового звання і вирішив носити чотири золоті зірки до кінця своєї кар'єри, що відрізняло його відзнаку від чотирьох срібних зірок, які носили начальники штабів армії у 1910-х — на початку 1920-х рр.

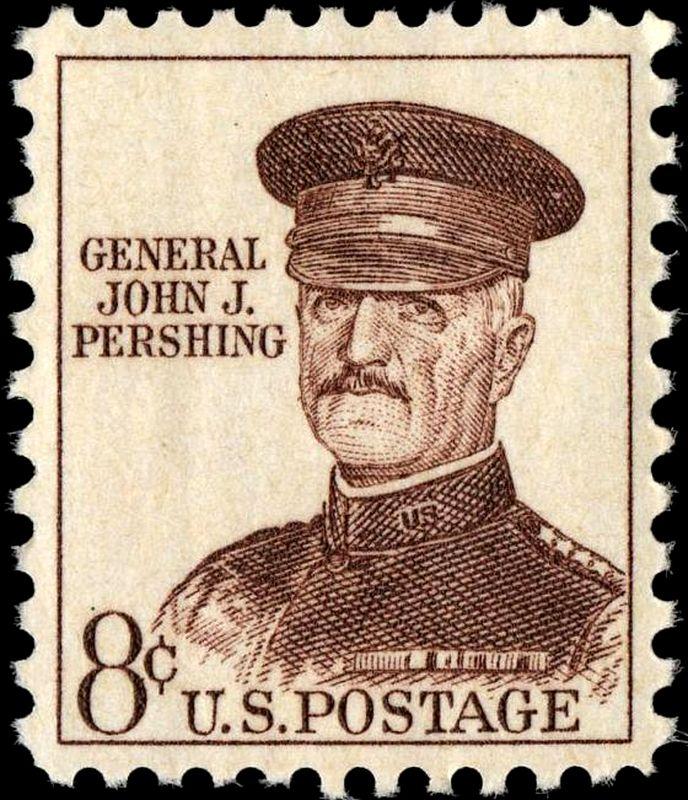
Джон Першинг на поштовій марці США 1961 року

У 1921 році Першинг став начальником штабу армії Сполучених Штатів, прослуживши на цій посаді три роки. Він створив мапу Першинга, запропоновану національну мережу військових та цивільних магістралей. Міждержавна система автомобільних доріг, заснована в 1956 році, увібрала в себе значну частину проєктів з мапи Першинга. На своє 64-річчя, 13 вересня 1924 року, Першинг звільнився з військової служби.
15 липня 1948 року генерал армій США Джон Першинг помер від ішемічної хвороби серця і застійної серцевої недостатності в загальній лікарні армії США імені Уолтера Ріда у Вашингтоні, яка була його домом після 1944 року. Його поховали на Арлінгтонському національному цвинтарі, поблизу могил солдатів, якими він командував у Європі. Зараз ця ділянка відома як пагорб Першинга.

## Цікаві факти
На честь генерала було названо однойменний танк та серію балістичних ракет.